# بابسيا
البابسيا أو البابيزيا (بالإنجليزية: Babesia)‏ أو نوتاليا (Nuttallia) هو صنف من أصناف الأوليات تم اكتشافه من قبل عالم البكتيريا الروماني فيكتور بابيز، تتطفل الجرثومة على الثدييات ومن ضمنها الإنسان متسببة بمرض الانحلال الدموي الذي يعرف باسم بابيزيا أو داء البابسيات (Babesiosis). حوالي 100 صنف من البابيزيا تم تمييزها لكن القليل منها وثق على أنه ممرض للبشر. في الولايات المتحدة تعد B.Microti من أشهر السلالات الممرضه للانسان اما السلالات الأخرى فتصيب الماشية وأحيانا الحيوانات الأهلية.
غالبا ما يتم تشخيص لبابيزيا خطئا على أنها ملاريا بسبب الأعراض المشابه للأخيرة.

## التصنيف
البابيزية من الاوائل المتطفله ويعد الصنفين B.Microti و B.Divergens من أشهر الانواع التي تصيب الإنسان وبشكل متكرر لكن رغم ذلك قد تم توثيق حالات من الاصابات ظهرت من قبل اجناس أخرى من البابيزية لكنها غير منتظمه الظهور.
مرض البابيزيا كذلك يعرف باسم Piroplasmosis استنادا إلى تصنيفها الاولي الخاطيء ونتيجة لذلك قد الصق اليها أسماء أخرى لكنها لم يطل استعمالها. من الأسماء الشائعة لهذا المرض هو حمى ماشية تكساس  , حمى القراده و حمى نانتوكيت .

## الجينات
تم متابعت جينات B.Microti , حيث السلسلة الجينيه لهذا الصنف بينت انها لا تنتمي إلى أي من الاجناس الاوليه (بابيزيا اوثيليرا) لكنها تنتمي إلى جنس منفصل بحد ذاته.
على الرغم من ان البحوث الاوليه قد اشارت إلى ان جينات المايتوكندريا التابعة لهذا الصنف هي دائريه على غرار تتبع Apicomplexa لجينات المايتوكندريا لكن لاحقا تم تصحيح تلك المعلومه، حيث جيناتها المايتوكندريه في الحقيقة خطيه.

## التاريخ
لعقد، اعتبر مرض البابيزيا مرض خطير للحيوانات البرية والاهليه خاصتا الماشية. يعد فيكتور بابز هو أول من وثق المرض في رومانيا عام 1888 , موصفا له اعراض مرض التحلل الدمي الحاد الذي ظهر فريدا من نوعه على الماشية والخراف. على الرغم من انه حدد المسبب المرضي في عام 1888 , لكنه وبشكل خاطيء اعتقد ان المسبب هو بكتيريا أطلق عليها تسمية Haematococcus Bovis .
في عام 1893 الامريكيين ثيوبالد سميث وفرد كلبورن حددا ان التطفل هو المسبب لحمى ماشية تكساس، نفس المرض الذي وصف من قبل بابز، كما ان سميث وكلبورن قد كشفى ان القراد هو العامل الناقل للمرض. هذا الاكتشاف كان أول من قدم فكرة ان المفصليات الارجل يمكن ان يكون لها دور في نقل المرض.لفترة طويله اعتقد ان المرض يؤثر فقط في الثديات دون الإنسان لكن لاحقا تم توثيق أول حالة اصابة به لدى الإنسان في عام 1957 , حيث لوحظ في مريض تم استاصال طحاله لكن مع تسجيل حالة أخرى حدثت في مريض لم يتم استاصال طحاله، زود العلماء بدليل يثبت ان للاولي القدرة الكامنه على اصابة أي شخص.

## العلائم السريريه
حدة عدوى B.Microti تكون مختلفه وتصل معدل الاصابات لدى البالغين عند 25% مقارنه بالاطفال التي تصل إلى 50% .المرض اما عديم الاعراض أو مع اعراض بسيطه مثل الحمى، لكن في بعض الحالات يمكن مشاهدت اعراض كحمى غير منتظمه، قشعريره، الم في الراس، كسل، الم وتوعك اما في الحالات الشديده فيحدث تحلل للدم، يرقان وقصور في التنفس.
غالبا ما يشفى المرضى الذين يتمتعون بطحال سليم ومناعه قويه من دون الحاجة إلى علاج لكن المصابون الذين تم استاصال طحالهم فيكونوا أكثر عرضتا للإصابة والمعانات منه حيث فترة العدوى تنتهي بالموت خلال خمسة إلى ثمانية أيام من الاعراض الاوليه. درجة التطفل يمكن ان تصل إلى 85% في مرضى عديمي الطحال مقارنة بواحد إلى 10% في الاشخاص السليمين.
الذين تم استاصال طحالهم سيعانون احيانا من تحلل دم انيمي قوي حيث في بعض حالات قد يرافقها تضخم في الكبد والطحال.
ان اصابات B.Microti يمكن ان تتطور إلى فشل حاد في التنفس، قصور في القلب وفشل كلوي. العدوى يمكن ان تكون مميته بنسبة 5 إلى 10% في نزلاءالمستشفى مع ارتفاع نسبتها لدى الاشخاص الكبيرين في السن أو الذين يعانون من نقص في مناعتهم.
لكن بالنسبة للعدوى الناتجه عن B.Divergens فامكانيت الموت تحظى بنسبة عاليه تصل إلى 48% مع ظهور اعراض حاده حيث الاشخاص المصابين به سيعانون من هيموكلوبونيا متبوعه بيرقان، حمى عاليه متكرره، قشعريره وتعرق وان بقي المرض دون علاج فيمكن ان تتطور الاصابه إلى اعراض مشابه للصدمه مع استقساء رئوي وفشل كلوي.
اعراض العدوى عادتا ما تبداء بالظهور خلال اسبوع إلى ثمانية اسابيع من عظة القراده. ان العدوى الناتجه من B.Divergens لديها فترة نقاهة قصيره عادتا ما تمتدد من اسبوع إلى ثلاثة اسابيع.
مرض بوفن البابيزي (Bovine Babesiosis) يسببه الجرثومه B.Bovis يبقى عائقا مهما في تنمية الماشية في جميع انحاء العالم. السيطرة الفعاله لهذا المرض يمكن تحقيقها من خلال التلقيح المستمر، لكن هذه اللقاحات واجهت عدد من العقبات التي ادت إلى البحث عن أنواع أفضل وامن منها. خلال السنوات الاخيره تم تحديد عدد من البروتينات التابعة لهذا الطفيلي مع بعض من الجينات المناعيه من خلال تفاعل السلاسل البوليميرز، التتابع الجيني والتحليلات المعلوماتية الحيويه للجينات والتي ادت إلى الحصول على درجه عاليه من تركيزها يصل حتى إلى 98 ال 100% في B.Bovis البرازيليه المنعزله و T2B المنعزله. حيث لهذه التقنية اهميه كبيره في امكانيت استعمالها كخليط لقاحي لمرض البابيزيا التي تصيب الماشية.

## الناقل
تهاجم القراده جلد الضحية للحصول على دمه حيث اثناء اللسع ينتشر الطفيلي الذي يكون في طور Nymphal من خلال اللعاب إلى جسم الظحيه، ان بقيت القراده متصله لثلاث أو أربعة أيام للتغذي عليه سيكون هنالك امكانيه كبيره للإصابة بالمرض.
الطفيلي يستطيع البقاء لفترة طويله في داخل القراده حيث خلالها يمر باطواره التطوريه المختلفه، وهذا يعني امكانية الإصابة به بغض النظر عن الطور الذي يمر فيه الطفيلي.
بعض الاصناف من البابيزيا تستطيع الانتقال من القراده الانثى إلى نسلها التالي حيث يحدث ذلك قبل هجرت الطفيلي إلى الغدد اللعابيه للقراده.
B.Microti من أكثر الانواع شيوعا في الإنسان، يعتقد انها لم تظهر امكانيتها في التنقل.
قرادة الحيوانات الاهليه التي تنقل البابيزيا تتسبب بالكثير من الامراض حيث من انواعها يمكن ذكر قرادات الماشية الواسعه الانتشار مثل Rhipicephalus , Microplus , Decoloratus هذه القرادات لديها دوره غذائيه صارمه تشمل نوعا واحدا من المضائف لذلك البابيزيا يستطيع الوصول إلى ضحاياه بطرق نقل مختلفه.
في أمريكا يعد Ixodes Scapularis من اصناف القراده الناقله لهذا المرض حيث انها قراده قويه وتعرف كذلك باسم قرادة الايل وهي مسؤلة كذلك عن نقل الامراض الأخرى المرتبطه بلسعة القراده مثل مرض Lyme . الكثير من اصناف البابيزيا تصيب الثديات فقط كالماشية، الاحصنه والماعز جاعلتا اياها مضيفا لها دون الإنسان حيث B.Microti و B.Divergens هما الصنفان الرئيسيان المسببان للمرض في الإنسان.
نظريا فئران الحقل، فئران ذات الاقدام البيضاء والايائل تعتبر خزانا طبيعيا لهذا المرض رغم عدم اظهارها كفائة في اتمام التخزين.
اغلب الحالات الخاصة بنقل المرض بين الإنسان قد ارجعت إلى القرادة، لكن في عام 2003 مركز السيطرة ومنع الامراض (CDC) اعترف ان أكثر من اربعين حالة من البابيزيا مرتبطه بعمليات نقل الدم اثنان منها سجلا على انها حدثتا نتيجة نقل الاعضاء الملوثه بها حيث تم الوصول إلى هذا الاكتشاف عن طريق اختبار الاجسام المضادة لB.Microti للدم الواهب، هذا الاكتشاف يضع الحكومات تحت الضغط للبحث عن اليات جديده للتاكد من سلامت الدم المتبرع به.

## المورفولوجيا
جميع اصناف البابيزيا عند طور Sporozoite تهاجم الكريات الدم الحمر ثم عندها يبداء الطفيلي بالتقوس ليصبح على شكل دائري يليه لاحقا طور Trophozoite ذو الشكل حلقي ثم من بعده طور Merozoites الذي يحمل تركيب ثلاثي ويمكن مشاهدته باستخدام صبعة كمزه في بقعة صغيره من الدم وهذه تعد صفه مميزه وفريده للبابيزيا وتستخدم للتميز بينها وبين Plasmodium Falciparum (وهو البدائي الذي يشبه إلى درجه كبيره البابيزيا ويتسبب بمرض الملاريا).
ان نمو كل من Trophozoite و Merozoite يؤدي في النهاية إلى انفجار كريت الدم الحمراء مؤديا إلى اطلاق Vermicules (الاجسام الطفيليه المعديه) التي سرعان ما تنتشر في كل انحاء الدم

## دورة الحياة

### B.Microtic هو من الانواع المتطفلة لذك دورة حياته تطلب مرحله حيويه يقضيها في مظيفه المتمثل بالقوارض والايائل. حيث هذا الطفيلي ينتقل عن طريق انثى القرادة المعروفه باسم Ixodidae إلى مضيفه اثناء عمليت امتصاص الدم، حال دخول الطفيلي الذي يكون بشكل Sporozoite إلى مجرى الدم، يبداء بالهجوم على كريات الدم الحمر مخترقا اياها وشارعا بعدها بعمليت النموا حيث هناك يتحول إلى شكل Trophozoite ثم لاحقا إلى (طور) Merozoite لتعاد العملية مجددا بين هاذين الطورين، لكن في بعض الاحيان يحدث ان عدد من Merozoite بدلا عن اتنتاجها ل Trophozoite مجددا تبداء بتحول إلى Gametocytes حيث هناك يمكن ان تلتقط بواسطت قرادة أخرى اثناء عمليت امتصاص الدم
Gametes ستخصب في القناة الهضميه للقراده التي أصبحت الآن المضيف الثاني له، ثم يتطور الطفيلي لاحقا إلى طور Sporozoites في الغدد اللعابيه للقراده ويمكن لها في هذه الحالة الانتقال إلى جسم الإنسان عن طريق لسعة القراده. البابيزيا يمكن تشخيصها عند طور Trophozoite كذلك يمكن للطفيلي التنقل من انسان إلى انسان اخر عن طريق القراده أو الدم الملوث بالبابيزيا.

## التشخيص
بما ان البابزيا تعد من البدائيات المتطفله لذلك فحص عنيه من دم المريض يعد من أكثر الطرق كفائتا في تشخيص المرض. وهنا من المهم جدا ان يتم التركيز على مظهر الطفيلي في العنيه الدمية بسبب تشابها الكبير مع طفيلي المسبب للملاريا، ولهذا السبب الكثيرون من من يعانون من المرض (البابيزيا) يشخصون خطئا على انهم مصابون بالملاريا.
و من أهم المميزات التشخيصيه للبابيزية القليله هو اختلافها في الشكل والحجم وامكانيت احتوائه على فجوات وافتقاره إلى الصبغات.
يعد كذلك وجود الطفيلي في شكل Trophozoite خلال كريات الدم الحمر وبمظهر ثلاثي دالالة على الاصابه بالبابيزيا ومن هنا وجود اشخاص مدربين ضروري للتمييز بين الصنفين (الملاريا والبابيزيا).
حتى مع الدراسة المعمقه لمرض البابزيا والملاريا هنالك امكانية للخطء في تشخيصهما (وبشكل متكرر) لذلك التشخيص يجب ان يتم من خلال الفحص الغير المباشر للاجسام المضادة المشعه المعروف اختصارا باسم (IFA) حيث يعد فحص IFA أكثر تخصصا من فحص عينات الدم المصبوغه حيث تصل نسبة الإصابة به إلى 96 إلى 88% . كذلك اختبار IFA مفيد في تحديد المميزات المصليه للشخاص الذين لا يعانون من اعراض المرض أو تحديد وجود الطفيلي في دم المتبرعين.
تاريخيا تم بنجاح تشخيص B.Microti في الفئران البيضاءو B.Divergens في الجرابيع من خلال اللجوء إلى اختبار Xenodiagnosis لكن لاحقا تم التخلي عنها لصالح اختبارات أكثر دقتا وسرعه منها.

## الوبائيه
من السلالات التي تصيب الإنسان تعد B.Microti من اكثرها شيوعا في أمريكا بينما تعتبر B.Divergens من السلالات التي تهيمن على قارت أوروبا. المناطق الموبؤه هي المناطق التي تسكن فيها القراده متظمنتا غابات الشماليه الشرقيه للولايات المتحده والمناطق المعتدله من أوروبا. Ixodidae هو القراد الناقل لطفيلي البابيزيا صنف B.microti اضافتا إلى طفيلي Borrelia Burgdorferi المسبب لداء Lyme .
لاسباب تبقى مجهوله، في المناطق الموبؤه بكلا المرضين، الملاريا والايم دزيز، يعد مرض لايم أكثر انتشارا وهيمنتا. يبقى سبب انتشار مرض البابيزيا في المناطق الموبؤة بالملاريا غير واضح لكن يرجع فيها بشكل رئيسي إلى التشخيص الخاطيء.
بما ان المرض في معظم حالاته يظهر لدى المصابين دون اعراض مميزه فهذا يعني ان الكثير من سكان تلك المناطق (الموبؤه) يمكن ان يحملوا في مصلهم المرض دون ان يسجلوا على انهم مرضى للمثال في جزيرة رويد ونانوكين تم قياس الانتشار المصلي لسكانها ليتبين لاحقا ان 20 إلى 25% منهم مصابين بالبابيزيا، اغلب تلك الحالات وثقت خلال شهري مي إلى سبتمبر وهي الشهور التي تصبح فيها القراده فعاله في تلك المناطق.

## العلاج
هنالك عدة طرق متاحه لعلاج حالات البابيزيا الحيوانيه (تلك التي تصيب الحيوان)اما بالنسبة للانسان ففي الكثير من الحالات المريض يتعافى بشكل عفوي حيث يحمل اعراض خفيفه فلا يشخص على انه مريض، هذه الحالات غالبا ما تظهر في عدوى الB.microti الشائعة في الولايات المتحده.
بالنسبة لاصابات B.Divergens والحالات الشديده لB.Microti تاريخيا وجد الحقن الفميه أو الداخل الوريديه لمادة الClindamycin مع مادة كونين (Quinine) من أفضل الطرق لعلاج المرض لكن الانظمه العلاجيه الحديثه بدئت تتوجه تدريجيا نحو استخدام الفمي لدواء Azithromycin Atovaquone .
اظهرت البحوث ان الادويه الحديثه تؤثر بشكل متساوي على جميع أنواع الاصابات البابيزية لكن معظم الاصابات الشديده من المرض تظهر نسبة تفاعل اقل مع الدواء مع امكانية حدوث نتائج عكسيه نتيجة استخدامها.

## روابط خارجية
- Lyme and Tick-Borne Diseases Research Center: Babesiosis
- "Babesiosis Fact Sheet". Connecticut Department of Public Health. مؤرشف من الأصل في 2017-10-03.
- "Babesiosis". New York State Department of Health. مؤرشف من الأصل في 2011-09-27.
- "Babesia". Centers for Disease Control and Prevention. مؤرشف من الأصل في 2010-05-28.
- "Babesiosis". Laboratory Identification of Parasites of Public Health Concern. DPDx: CDC. مؤرشف من الأصل في 2013-12-12.
- "Babesia". NCBI Taxonomy Browser. 5864. مؤرشف من الأصل في 2019-12-13.